# 赵克志
赵克志（1953年12月28日—），山东莱西人，中国共产党、中华人民共和国政治人物，原副国级领导人。1973年3月参加工作，1975年1月加入中国共产党。中共中央党校研究生学历。中共第十八、十九届中央委员。曾任贵州省人民政府省长、中共贵州省委书记、中共河北省委书记，公安部部长，中共中央政法委员会副书记，国务委员。

## 生平

### 早年经历
1973年7月，任莱西县夏格庄镇宫家城中学民办教师。1975年3月至1976年10月，任莱西县农业学大寨工作队副组长。1976年10月至1977年12月，任莱西县夏格庄公社党委常委。1975年1月加入中国共产党。1976年10月至1980年1月，任山东省莱西市夏格庄公社党委常委，姜山公社党委常委、宣传委员。1980年1月至1982年9月，任共青团山东省莱西县委副书记（1980年9月至1982年6月，在山东省委党校干部专修科学习）。1982年9月至1983年3月，任共青团山东省莱西县委书记。1983年3月至1984年4月，任莱西县南岚乡代理党委书记、水集镇党委书记。

### 山东历练
1984年4月，任莱西县县长。1987年3月，任县级即墨市市长。1989年9月，任中共即墨市委书记。
1991年8月，任山东省城乡建设委员会副主任。1994年8月，任山东省城乡建设委员会主任（其间：1995年9月至1996年7月，在中央党校一年制中青年干部培训班学习）。
1997年12月，任中共德州市委书记。1998年9月至2001年1月，任中共山东省德州市委书记、德州市委党校校长。
2001年2月至2006年3月，任山东省人民政府副省长、山东省政府党组成员、党组副书记。

### 江苏任职
2006年3月，任中共江苏省委常委；2006年4月，兼任江苏省人民政府常务副省长；江苏省政府党组副书记，江苏省行政学院院长。

### 主政贵州
2010年8月，任中共贵州省委副书记、省政府党组书记，代省长；9月28日，在贵州省第十一届人大第四次会议上，正式当选贵州省人民政府省长。
2012年7月，任中共贵州省委书记；同年11月，在中共十八大上，首次进入中央委员会；12月18日起，不再兼任省长职务。2013年1月，当选为贵州省人大常委会主任。

### 主政河北
2015年7月31日下午，履新中共河北省委书记。2016年1月12日，当选为河北省人大常委会主任。

### 公安部长
2017年10月28日，不再担任中共河北省委书记、常委、委员职务，另有任用。同年10月，出任公安部党委书记。10月31日，出任中共中央政法委员会委员。11月4日，第十二届全国人大常委会第三十次会议决定任命赵克志为公安部部长。2018年2月24日，当选为第十三届全国人大代表。
2018年3月19日，根据国务院总理李克强提名，经第十三届全国人民代表大会第一次会议第七次全体会议投票表决，决定任命赵克志为第十三届国务委员和公安部部长，赵克志因此晋升副国级官员，成为党和国家领导人，并循例兼任中共中央政法委员会副书记。

### 退休
2021年11月19日不再兼任公安部党委书记。2022年6月24日不再兼任公安部部长，由时任公安部常务副部长王小洪接任。2022年10月28日，不再担任中共中央政法委员会副书记职务。
2023年3月，69岁的赵克志在十四届全国人大一次会议后卸任国务委员退休。